# Robert Cleveley
Robert Cleveley, né en 1747 à Deptford et mort le 28 septembre 1809 à Douvres, est un peintre de marine britannique.

## Biographie
Son père et son frère jumeau (John Cleveley l'Ancien, v.1712–1777, et John Cleveley le Jeune, 1747–1786) sont également artiste. Son frère (et probablement lui-même, à en juger par son style) apprennent la technique de l'aquarelle auprès de Paul Sandby, enseignant auparavant à l'Académie royale militaire de Woolwich.
Son père John avait tenté (et échoué) de gagner sa vie en travaillant au chantier naval, et Robert suit cette voie, en tant que calfateur. Cependant, il est moqué par d'autres travailleurs du fait qu'il s'équipe de gants pour travailler, ce qui conduit John à abandonner son emploi, et à se porter volontaire en 1770 dans la Royal Navy en tant qu'aumônier. Il sert pour la première fois sous les ordres du captain William Locker (qui servait de mécène à des artistes connus de John l'Ancien), il sert ensuite sous les ordres du captain George Vandeput lors de son voyage à bord du HMS Asia aux Indes occidentales et en Amérique du Nord, au cours desquels Vandeput et son père se lient d'une amitié qui durera toute leur vie. L’Asia rentre en 1777 et, à partir de cette époque, et jusqu'à la fin de sa vie, Robert est employé comme commissaire à bord de différents vaisseaux appartenant à la Home Fleet (tâche qu'il déléguait parfois à des assistants) et comme peintre de marine. Cela signifie qu'il pouvait exposer ses toiles comme étant celles de « Robert Cleveley de la Royal Navy ».
La première exposition a lieu en 1780 à la Royal Academy, sa spécialité est alors les batailles navales (bien qu'il ait produit également plusieurs toiles sur des manifestations navales royales, telle que sa View of the Fleet at Spithead Saluting George III at his Review in 1793, aujourd'hui exposée au National Maritime Museum) et nombre de ses peintures son reproduites sous la forme de gravures. Tout comme son frère John, il profite également de la présence de leur frère James en tant que charpentier lors du troisième voyage du captain Cook pour avoir accès aux représentations faites lors de ce voyage et répondre ainsi à la demande populaire en ce qui concernait alors les représentations des « mers du Sud » (ex. une gravure de 1789 intitulée A view of Botany Bay).
Il continue, cependant, à effectuer quelques voyages en compagnie de Vandeput, et sert ainsi d'« officier assistant à la cuisine » dans l'entourage à bord du yacht royal HMS Princess Augusta (sous Vandeput) lorsque ce dernier emmène le prince William Henry, futur duc de Clarence, à Hanovre en juillet et août 1783. Cette proximité avec la couronne lui vaudra une nomination à la charge de « Dessinateur de la Marine » (Marine Draughtsman), dans un premier temps auprès du duc de Clarence puis auprès du Prince Régent. Il meurt en 1809 à Douvres en tombant accidentellement d'une falaise.

## Sources et bibliographie
- (en) Sidney Lee, Dictionary of national biography, volume 11 (1887) p. 53–54.